# Doenrade
Doenrade, en limbourgeois Doonder, est un village néerlandais situé dans la commune de Beekdaelen, dans la province du Limbourg néerlandais. Le 1er janvier 2007, le village comptait 1 300 habitants.